# Neoathyreus panamensis
Neoathyreus panamensis là một loài bọ cánh cứng trong họ Geotrupidae. Loài này được Robinson miêu tả khoa học năm 1946.